# Sylviparus modestus
Sylviparus modestus е вид птица от семейство Paridae, единствен представител на род Sylviparus.

## Разпространение
Видът е разпространен в Бутан, Виетнам, Индия, Китай, Лаос, Мианмар, Непал и Тайланд.